# تپه انجرلی ۲
تپه انجرلی ۲ مربوط به مفرغ است و در شهرستان اسفراین، بخش مرکزی، دهستان زرق آباد، ۱ کیلومتری شرق روستای انجرلی واقع شده و این اثر در تاریخ ۲۲ آبان ۱۳۸۶ با شمارهٔ ثبت ۱۹۹۸۰ به‌عنوان یکی از آثار ملی ایران به ثبت رسیده است.